# Reprezentacja Południowej Afryki U-17 w piłce nożnej mężczyzn
Reprezentacja Południowej Afryki U-17 w piłce nożnej jest juniorską reprezentacją Południowej Afryki zgłaszaną przez SAFA. Mogą w niej występować wyłącznie zawodnicy posiadający obywatelstwo południowoafrykańskie, urodzeni w Południowej Afryce lub legitymujący się południowoafrykańskim pochodzeniem i którzy w momencie przeprowadzania imprezy docelowej (finałów Mistrzostw Afryki lub Mistrzostw Świata) nie przekroczyli 17. roku życia.

## Sukcesy
- Mistrzostwa Afryki U-17
  - 2. miejsce (1 raz): 2015

## Występy w mistrzostwach świata
- 1985: Nie brała udziału
- 1987: Nie brała udziału
- 1989: Nie brała udziału
- 1991: Nie brała udziału
- 1993: Nie brała udziału
- 1995: Nie zakwalifikowała się
- 1997: Nie zakwalifikowała się
- 1999: Nie zakwalifikowała się
- 2001: Nie zakwalifikowała się
- 2003: Nie zakwalifikowała się
- 2005: Nie zakwalifikowała się
- 2007: Nie zakwalifikowała się
- 2009: Nie zakwalifikowała się
- 2011: Nie zakwalifikowała się
- 2013: Nie zakwalifikowała się
- 2015: Faza grupowa

## Występy w mistrzostwach Afryki
- 1995: Nie zakwalifikowała się
- 1997: Nie zakwalifikowała się
- 1999: Nie zakwalifikowała się
- 2001: Nie zakwalifikowała się
- 2003: Nie zakwalifikowała się
- 2005: 4. miejsce
- 2007: Faza grupowa
- 2009: Nie zakwalifikowała się
- 2011: Nie zakwalifikowała się
- 2013: Nie zakwalifikowała się
- 2015: 2. miejsce